# Ginesta patent
La ginesta patent (Genista patens) és un arbust de les famílies de les fabàcies. També rep el nom d'esporgallop, ginestera vera, ginestó ver o argelaga vera.

## Descripció
És un arbust que pot arribar als 3 metres d'alçada, amb tiges estriades i sense espines.
Les fulles, de 4 a 10 mm d'ample, són trifoliades amb el folíol central més gran que els altres dos laterals. Són peciolades i tenen els folíols ovats o el·líptics i pubescents pel revers.
Les flors són de color groc, d'1,5 a 2 cm i juntes en grups de 2 a 4. Estan sostingudes per peduncles llargs de fins a 1 cm. Tenen el calze partit en 2 llavis, l'inferior dividit en 2 segments profunds. Floreix entre els mesos d'abril i juliol.
El fruit és un llegum d'1,5 cm, glabre, de color negre i amb 2-4 llavors.

## Distribució i hàbitat
A Catalunya es pot trobar sobretot en boscos poc densos, com rouredes, sobretot en terrenys calcaris. Es distribueix per les comarques tarragonines i sud de les comarques lleidatanes.
Habita normalment entre els 200 i els 1.200 metres d'altitud; és més rar trobar-lo entre els 0 i els 200 i entre els 1.200 i els 1.400 metres.

## Etimologia
El nom patens prové del llatí, que significa "obert".